# Fachkraft für Kreislauf- und Abfallwirtschaft

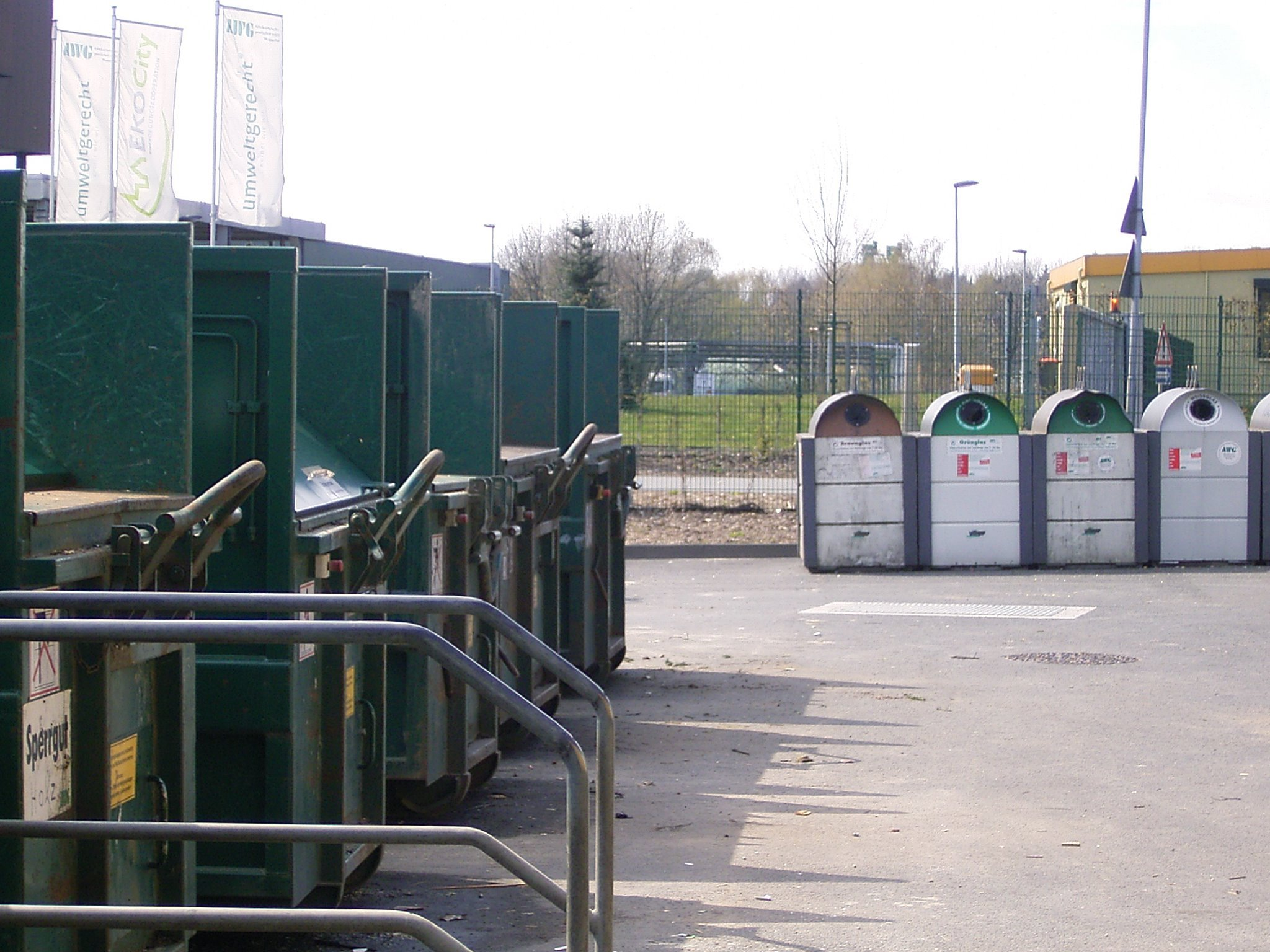
Recyclinghof Küllenhahn in Wuppertal

Die Fachkraft für Kreislauf- und Abfallwirtschaft ist seit 17. Juni 2002 ein staatlich anerkannter Ausbildungsberuf in Deutschland nach dem Berufsbildungsgesetz.
Die frühere Berufsbezeichnung lautete Ver- und Entsorger. Dieser Ausbildungsberuf wird zu der Gruppe der Umweltschutzberufe gezählt, zu denen auch die umwelttechnischen Ausbildungsberufe der Fachkraft für Abwassertechnik, Fachkraft für Wasserversorgungstechnik und die Fachkraft für Rohr-, Kanal- und Industrieservice gehören.
Umgangssprachlich wurden früher auch die Bezeichnungen Müllkutscher oder Müllmann verwendet.

## Ausbildungsdauer
Die Ausbildungszeit zur Fachkraft für Kreislauf- und Abfallwirtschaft beträgt in der Regel drei Jahre. Dieser Beruf wird mit Spezialisierungen bzw. Schwerpunkten ausgebildet.
Diese sind
- Logistik, Sammlung und Vertrieb
- Abfallverwertung und -behandlung
- Abfallbeseitigung und -behandlung

In der Regel legt der Ausbildungsbetrieb vor der Einstellung den Schwerpunkt fest. Die Ausbildung erfolgt an den Lernorten Betrieb und Berufsschule.

## Arbeitsgebiete
Fachkräfte für Kreislauf- und Abfallwirtschaft arbeiten im öffentlichen Dienst in Entsorgungsunternehmen, Verwertungs- und Beseitigungsanlagen, wie z. B. Glas- und Papierrecycling, Deponien, Recyclinghöfen, Kompostierungsanlagen oder chemisch-physikalischen Behandlungsanlagen.

## Berufliche Fähigkeiten
Fachkräfte für Kreislauf- und Abfallwirtschaft führen ihre Arbeiten selbständig auf der Grundlage von technischen Unterlagen und Regeln sowie Rechtsgrundlagen durch. Sie beschaffen Informationen, planen und koordinieren ihre Arbeit. Dabei dokumentieren sie ihre Leistungen und ergreifen Maßnahmen zur Qualitätssicherung, zur Sicherheit, zum Gesundheits- und zum Umweltschutz bei der Arbeit.
Fachkräfte für Kreislauf- und Abfallwirtschaft:
- nehmen Abfälle an
- identifizieren, untersuchen und deklarieren Abfälle
- ordnen Abfälle Entsorgungssystemen zu
- disponieren Behälter und Fahrzeuge
- steuern und kontrollieren technische Abläufe
- bedienen, überwachen, inspizieren, warten und reparieren die Anlagen der Abfallverwertung, Abfallbehandlung und Abfallbeseitigung
- erkennen Betriebsstörungen und reagieren eigenständig
- dokumentieren Arbeits- und Betriebsabläufe und werten sie aus
- handeln kundenorientiert und wenden entsprechende Informations- und Kommunikationstechniken an
- arbeiten kosten-, umwelt- und hygienebewusst
- wenden unter Berücksichtigung des Qualitätsmanagements fachbezogene Rechtsvorschriften, technische Regeln sowie Vorschriften der Arbeitssicherheit an
- führen chemische Verfahren (Entgiftung, Oxidation, Reduktion, Neutralisation, Fällung etc.) durch und kombinieren diese[1]
- nutzen vielseitige handwerkliche Fähigkeiten (Bearbeitung von Kunststoffen und Metallen) zur Instandhaltung und Erweiterung von Anlagen

## Fortbildungsmöglichkeiten
- Geprüfter Meister für Kreislauf- und Abfallwirtschaft
- Geprüfter Technischer Fachwirt
- Geprüfter Technischer Betriebswirt
- Staatlich geprüfter Techniker in Abfall- oder Umwelttechnik